# Episodi de I racconti della cripta (quinta stagione)
La quinta stagione della serie televisiva I racconti della cripta è andata in onda negli Stati Uniti sul canale HBO dal 2 ottobre all'8 dicembre 1993.
| N° | Titolo originale                 | Titolo italiano    | Prima TV USA     | Prima TV Italia |
| -- | -------------------------------- | ------------------ | ---------------- | --------------- |
| 1  | Death of Some Salesmen           |                    | 2 ottobre 1993   |                 |
| 2  | As Ye Sow                        |                    | 2 ottobre 1993   |                 |
| 3  | Forever Ambergris                |                    | 2 ottobre 1993   |                 |
| 4  | Food for Thought                 |                    | 6 ottobre 1993   |                 |
| 5  | People Who Live in Brass Hearses | Dolce vendetta     | 13 ottobre 1993  |                 |
| 6  | Two for the Show                 |                    | 20 ottobre 1993  |                 |
| 7  | House of Horror                  |                    | 27 ottobre 1993  |                 |
| 8  | Well Cooked Hams                 |                    | 3 novembre 1993  |                 |
| 9  | Creep Course                     |                    | 10 novembre 1993 |                 |
| 10 | Came the Dawn                    |                    | 17 novembre 1993 |                 |
| 11 | Oil's Well That Ends Well        | Amici per la pelle | 24 novembre 1993 |                 |
| 12 | Half-Way Horrible                |                    | 1 dicembre 1993  |                 |
| 13 | Till Death Do We Part            |                    | 8 dicembre 1993  |                 |